# Alessandro Gandellini
Alessandro Gandellini (Monza, 30 aprile 1973) è un ex marciatore italiano, vincitore di un bronzo ai Giochi del Mediterraneo e di un argento alla Coppa Europa di marcia.
Vanta cinque titoli di campione nazionale, due partecipazioni ai Giochi olimpici estivi e quattro ai Campionati del mondo di atletica leggera.
Attualmente ricopre il ruolo di responsabile tecnico del settore marcia nella federazione italiana di atletica leggera (FIDAL) .

## Biografia
Nativo di Monza, ma residente a Sesto San Giovanni, è tra i più longevi marciatori italiani, solo De Benedictis e Perricelli vantano più presenze di lui ai Mondiali, è grande amico dell'altro marciatore azzurro Ivano Brugnetti. Cresciuto ed allenato come Ivano Brugnetti e Raffaello Ducceschi alla scuola del prof. Antonio La Torre e Roberto Vanzillotta.

## Palmarès
| Anno | Manifestazione          | Sede              | Evento | Risultato | Prestazione | Note                                     |
| ---- | ----------------------- | ----------------- | ------ | --------- | ----------- | ---------------------------------------- |
| 2000 | Giochi olimpici         | Sydney            | 20 km  | 9º        | 1h21'14"    |                                          |
| 2001 | Mondiali                | Edmonton          | 20 km  | 12º       | 1h24'05"    |                                          |
| 2001 | Giochi del Mediterraneo | Tunisi            | 20 km  | Bronzo    | 1h29'18"    | [ 3 ]                                    |
| 2002 | Europei                 | Monaco di Baviera | 20 km  | 7º        | 1h21'03"    | Miglior prestazione personale stagionale |
| 2003 | Coppa Europa di marcia  | Čeboksary         | 20 km  | Argento   | 1h20'52"    | [ 4 ]                                    |
| 2004 | Giochi olimpici         | Atene             | 20 km  | Rit.      | -           |                                          |

## Campionati nazionali
- ai Campionati italiani assoluti di atletica leggera indoor, Marcia 20 km (2000, 2002, 2003, 2004 e 2005)

## Altre competizioni internazionali
- Oro ai Giochi mondiali militari ( Catania), Marcia 10000 m - 39'29"45[5]